# Himantura pareh
Himantura pareh är en rockeart som först beskrevs av Pieter Bleeker 1852.  Himantura pareh ingår i släktet Himantura och familjen spjutrockor. Inga underarter finns listade i Catalogue of Life.